# 鉄道利用運送事業

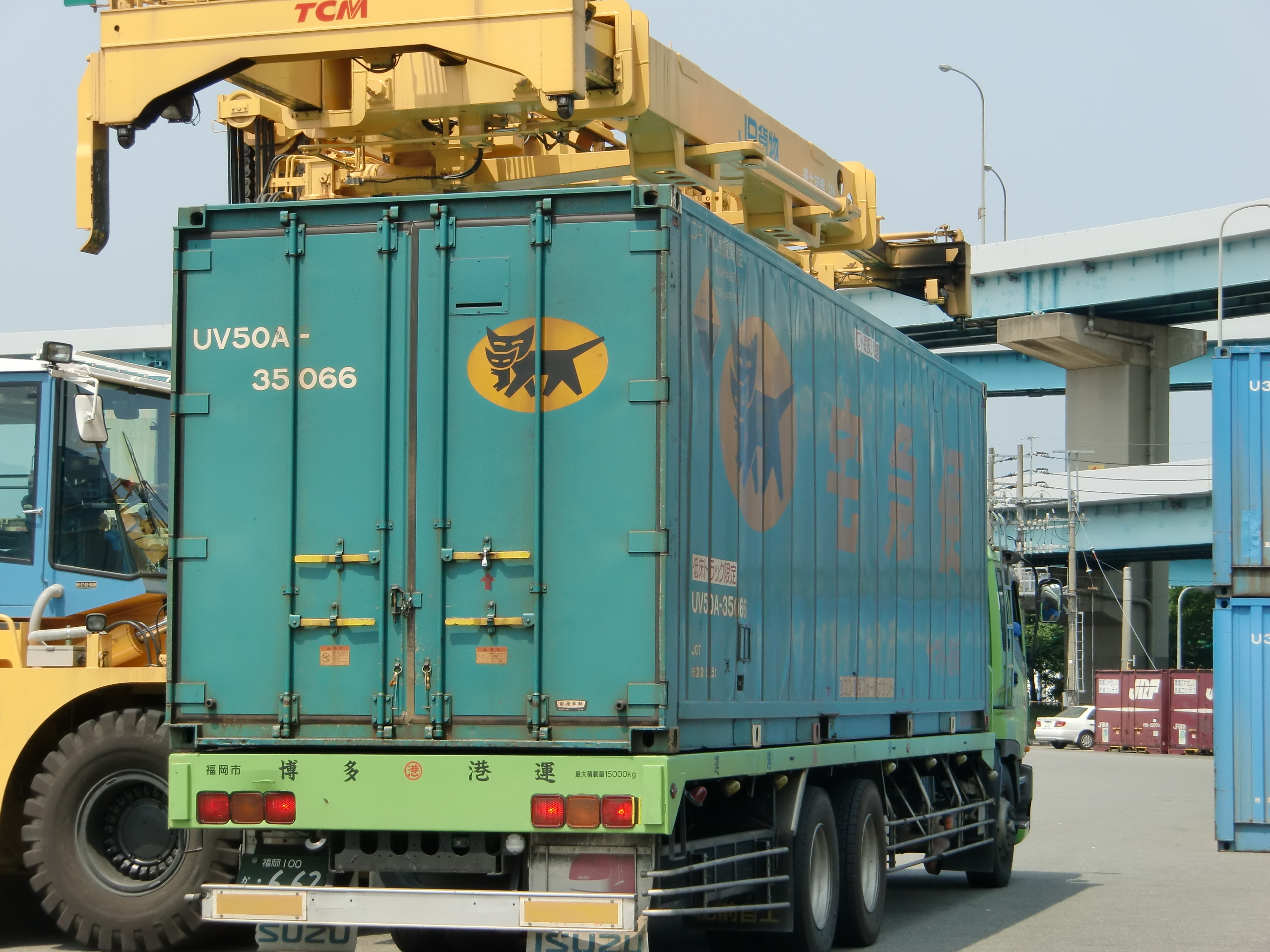
大型トラックに搭載されたヤマト運輸の保有する鉄道コンテナ（福岡貨物ターミナル駅）。
なお、ヤマト運輸も首都圏で鉄道利用運送事業を手掛けている。

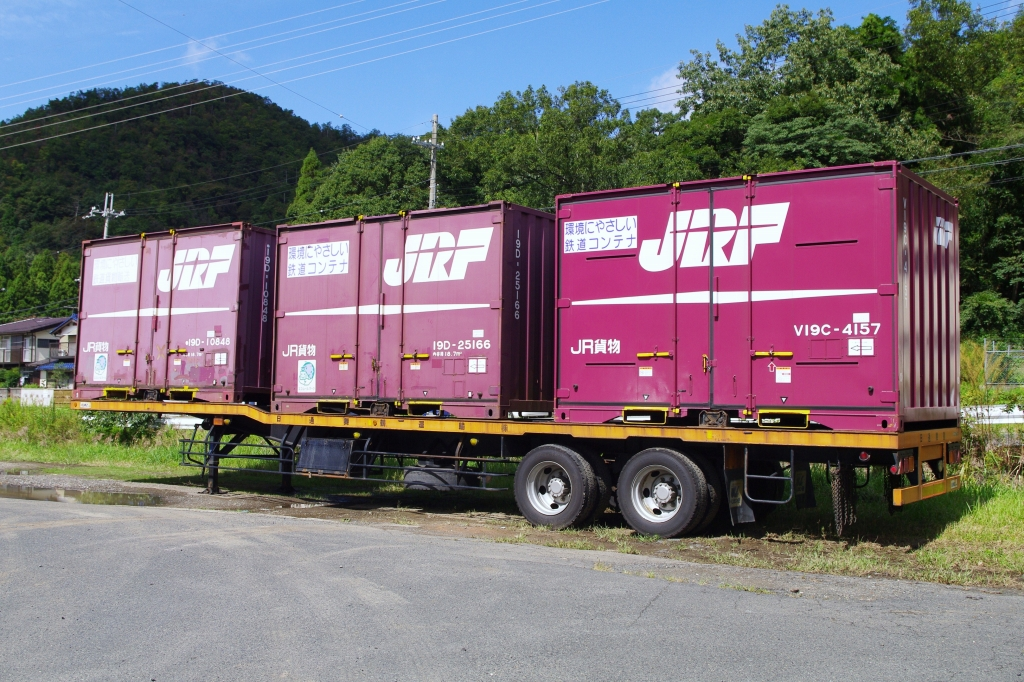
ドレージされる12ft 鉄道コンテナ

鉄道利用運送事業（てつどうりよううんそうじぎょう）とは、貨物利用運送事業法に基づく鉄道貨物輸送フォワーダーのこと。自らは鉄道事業法に基づく鉄道事業（実運送）を行わず、他社の鉄道運送を利用して貨物を運送する事業。同法では、貨物利用運送事業は第一種と第二種に分かれており、ドア・ツー・ドア運送の場合は第二種にあたる。
かつては通運と呼ばれており、荷主の発戸口から着戸口まで貨物を取り扱っていた（小口混載扱）。物流業界大手の日本通運や福山通運をはじめ、「○○通運」の名前で日本各地に点在する地場運送業者の社名もこれに由来する。宅配便が登場するまでは唯一のドア・ツー・ドアの運送形態であった（国鉄コンテナの扉に書かれていた『戸口から戸口へ』のキャッチコピーはこれにちなむ）。

## 輸送システム
鉄道コンテナ輸送の場合、出発側の荷主が申し込みをした鉄道利用運送事業者がコンテナを載せた大型トラックやトレーラーで指定の時間に荷主の所に荷物を集荷して鉄道コンテナに積み込み、最寄の貨物駅まで運びその後高速コンテナ列車にそのコンテナを積み込み輸送して到着側の荷主がいる最寄の貨物駅に到着後積み下ろし、その後鉄道利用運送事業者の大型トラックやトレーラーにコンテナを載せて到着側の荷主の所に指定した日時に荷物を届ける。
輸送料（運賃料金）はオンレール部分（鉄道運賃料金）とオフレール部分（集貨・配達にかかる発送料・到着料）が合算され、いずれの運賃料金も貨物の種類とコンテナの規格と輸送距離により決まる。
また自然災害により鉄道による貨物輸送が不可能になった場合、鉄道利用運送事業者が代替輸送を実施する。加えて昨今は、輸送実績が低迷した鉄道路線の貨物列車運行を中止し、鉄道利用運送事業者にオンレール部分のトラック便輸送を委託することがある。

## 旅客列車による利用運送

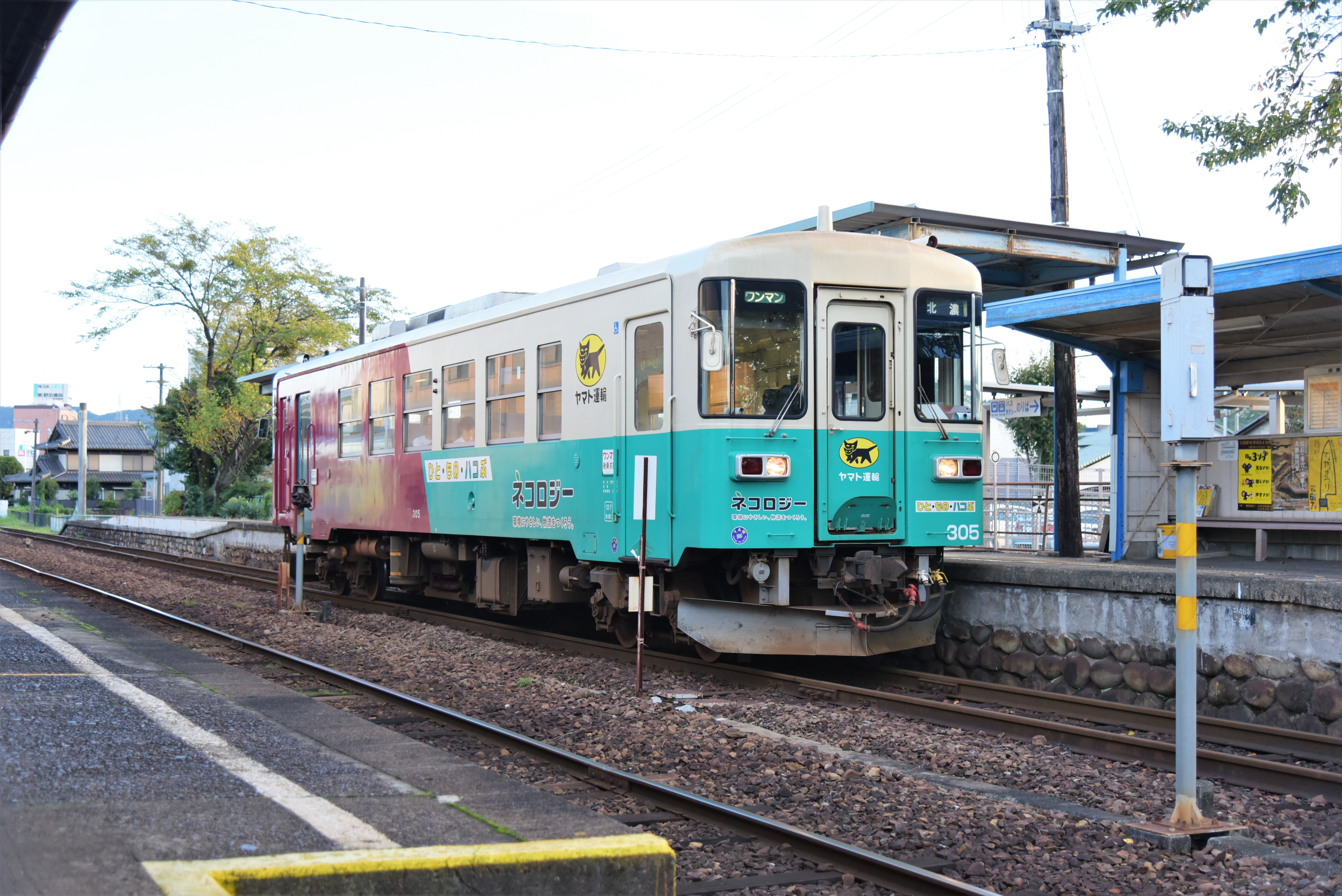
長良川鉄道の客車を利用運送するヤマト運輸

### 新幹線による
1981年（昭和56年）8月から、新幹線で荷物を輸送する「レールゴー・サービス」も東京 - 新大阪・大阪で開始され、11月25日から東京 - 博多に延長、1986年（昭和61年）からはこれに集配サービスを付加した「ひかり直行便」も開始された。
ジェイアール東日本物流による、東海道・山陽新幹線利用の「レールゴー・サービス」は、2006年（平成18年）3月のダイヤ改正で廃止されたが、2003年（平成15年）5月1日に「ひかり直行便」と同様のサービスを始めた西濃運輸の「カンガルー超特急便」は2009年（平成21年）8月までサービスを継続しており、名古屋駅の事務所はレールゴーの事務所の一角に仕切りを設けたものであったものを継続使用していた。

### 宅配便事業者による
2011年には、宅配便事業者であるヤマト運輸関西支社が軌道事業者の京福電気鉄道と提携して、ヤマト運輸の宅配便荷物を京福嵐山本線の路面電車に載せて集配を行うシステムを開始した。同様に、佐川急便も2017年より北越急行と提携し、ほくほく線列車に宅配便荷物を載せて輸送する事業を開始している。
2016年9月からは、東京メトロ有楽町線及び東武東上本線において、東京メトロ・東武鉄道とヤマト運輸・佐川急便・日本郵便の5社が共同で荷物列車を走らせ、宅配便等の輸送を行う実験を行っている。東上線で荷物列車が走るのは同路線で荷物輸送が廃止された1976年（昭和51年）以来40年ぶりである。
長良川鉄道はヤマト運輸と合同で、2018年2月21日から関駅と美並苅安駅の間で貨客混載列車の運行を開始した。こちらは荷物の積み込みは長良川鉄道が担当し、京福と異なり列車内にヤマト運輸の社員は乗車しない。

### その他
四国旅客鉄道（JR四国）管内では、関連会社の四鉄運輸により、特急列車を利用した小荷物輸送サービス（高松 - 松山・松山 - 宇和島・高松 - 高知・高松 - 徳島の各区間に限る。高松・松山での接続輸送は可能）が提供されている。また会津鉄道においても指定列車に荷物を依頼主自らが持ち込むことで輸送を行う「列車で！荷物便」サービスを行っている。
ジェイアール西日本マルニックスは、キャリーサービスを京都・大阪両市内で提供している。これは、京都駅と京都市内の旅館の間、および新大阪駅・ユニバーサルシティ駅と大阪市六区内のホテルとの間で手荷物託送を行う（宿泊施設から駅への配送は京都市内のみ）もので、旧国鉄のチッキの市内配送の名残りそのものと見ることもできる。

### 新たな事業展開
2024年物流問題（物流危機）や貨物自動車による輸送に伴う排気ガス（二酸化炭素排出）などの環境問題への配慮から鉄道輸送が再注目される中、JR6社（JR貨物は除く）による共同事業として「新幹線荷物輸送」を締約した。これまでにもJR東日本がジェイアール東日本物流を介して東北新幹線などを利用しての「はこビュン」を、JR東海もジェイアール東海商事とジェイアール東海物流が東海道新幹線での荷物輸送を独自に行ってきたが、全国相互物流網を構築した（JR四国は瀬戸大橋線を介して山陽新幹線岡山駅から接続）。これを記念して2024年5月18・19日に東京駅のグランスタで各地の特産品や土産物・駅弁を販売する旬食フェアを開催した。

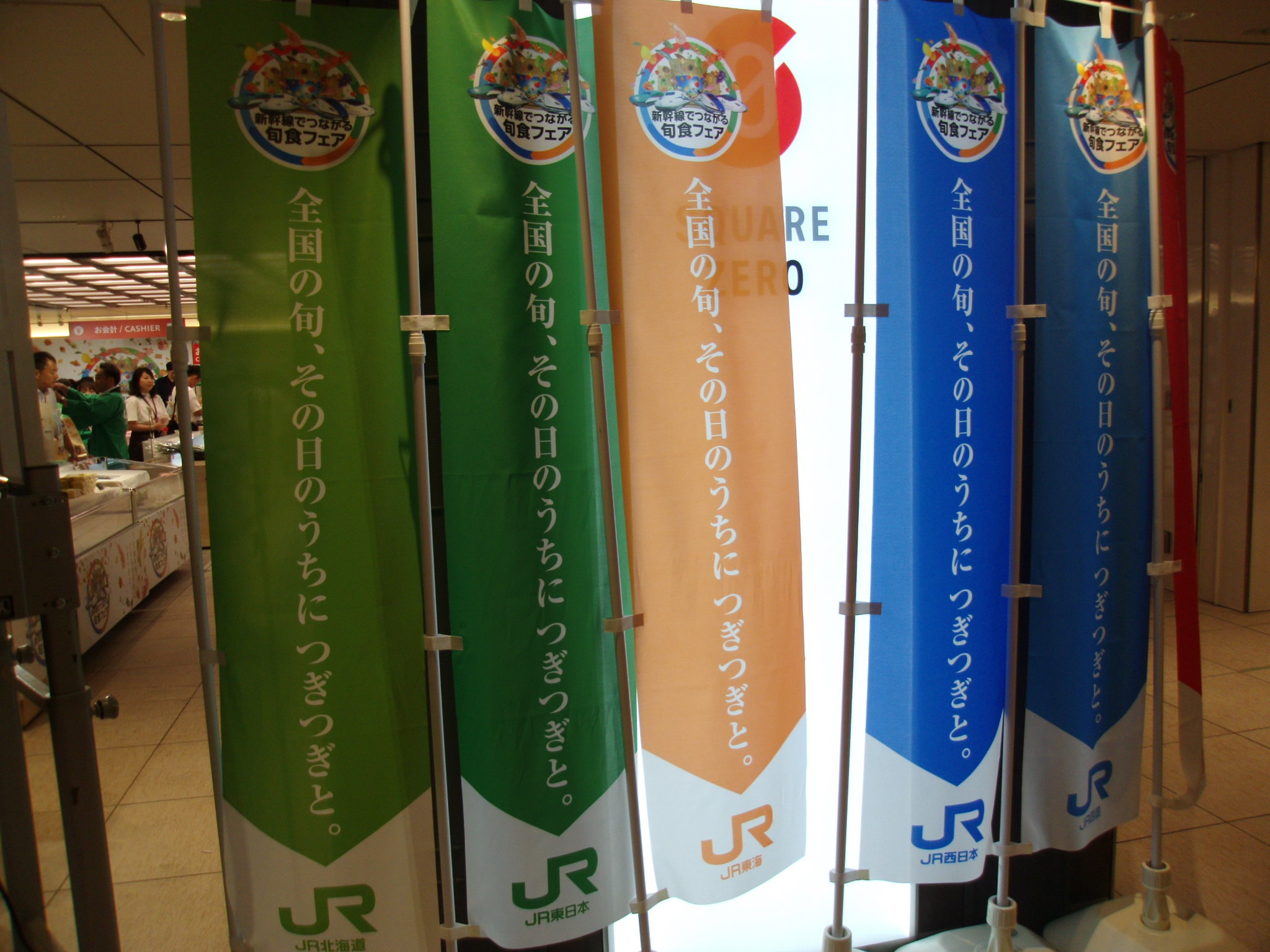
新幹線荷物輸送サービス記念フェア(東京駅・2024年5月)
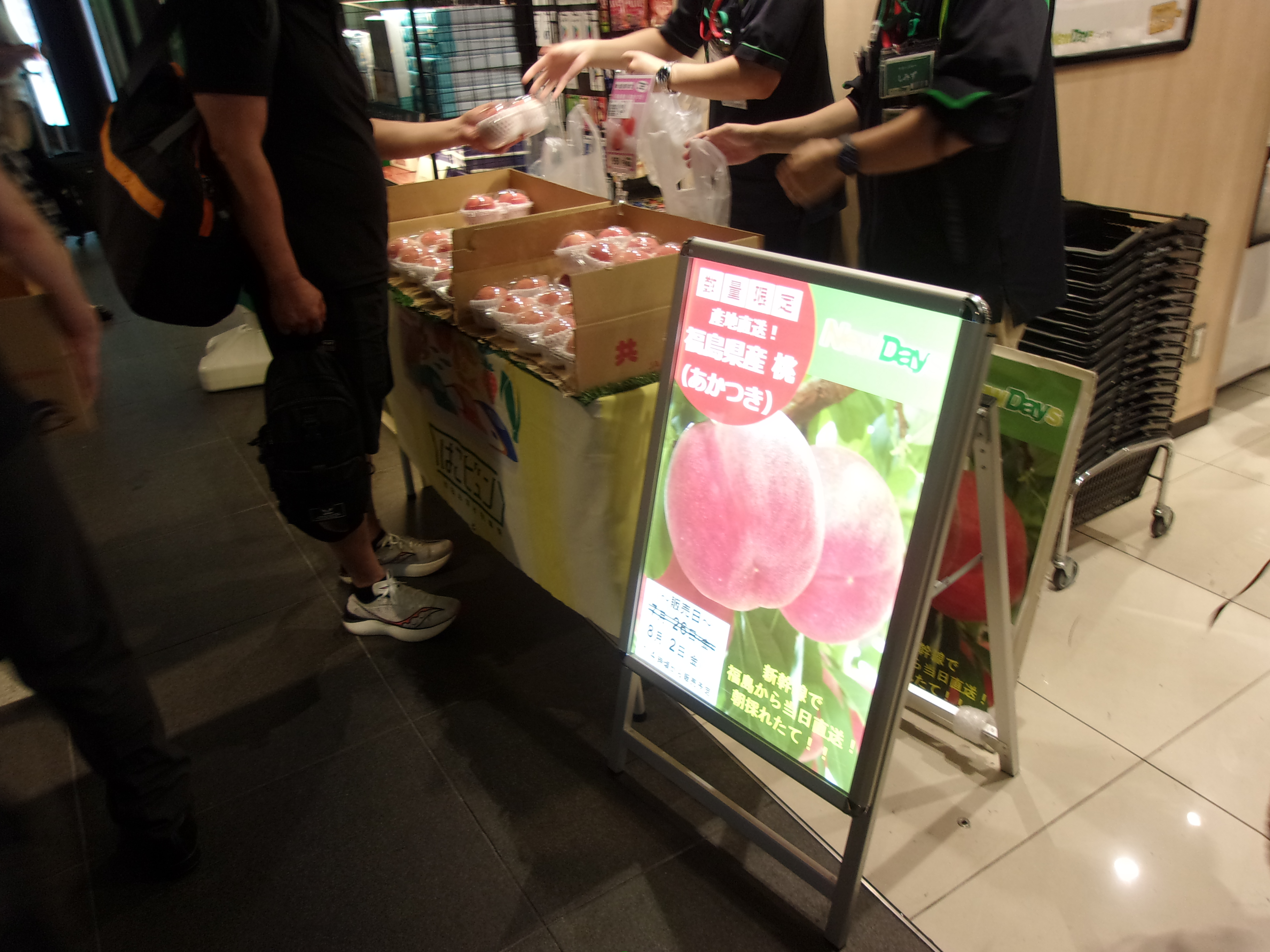
はこビュンによる福島産桃の即売会(東京駅・2024年8月)
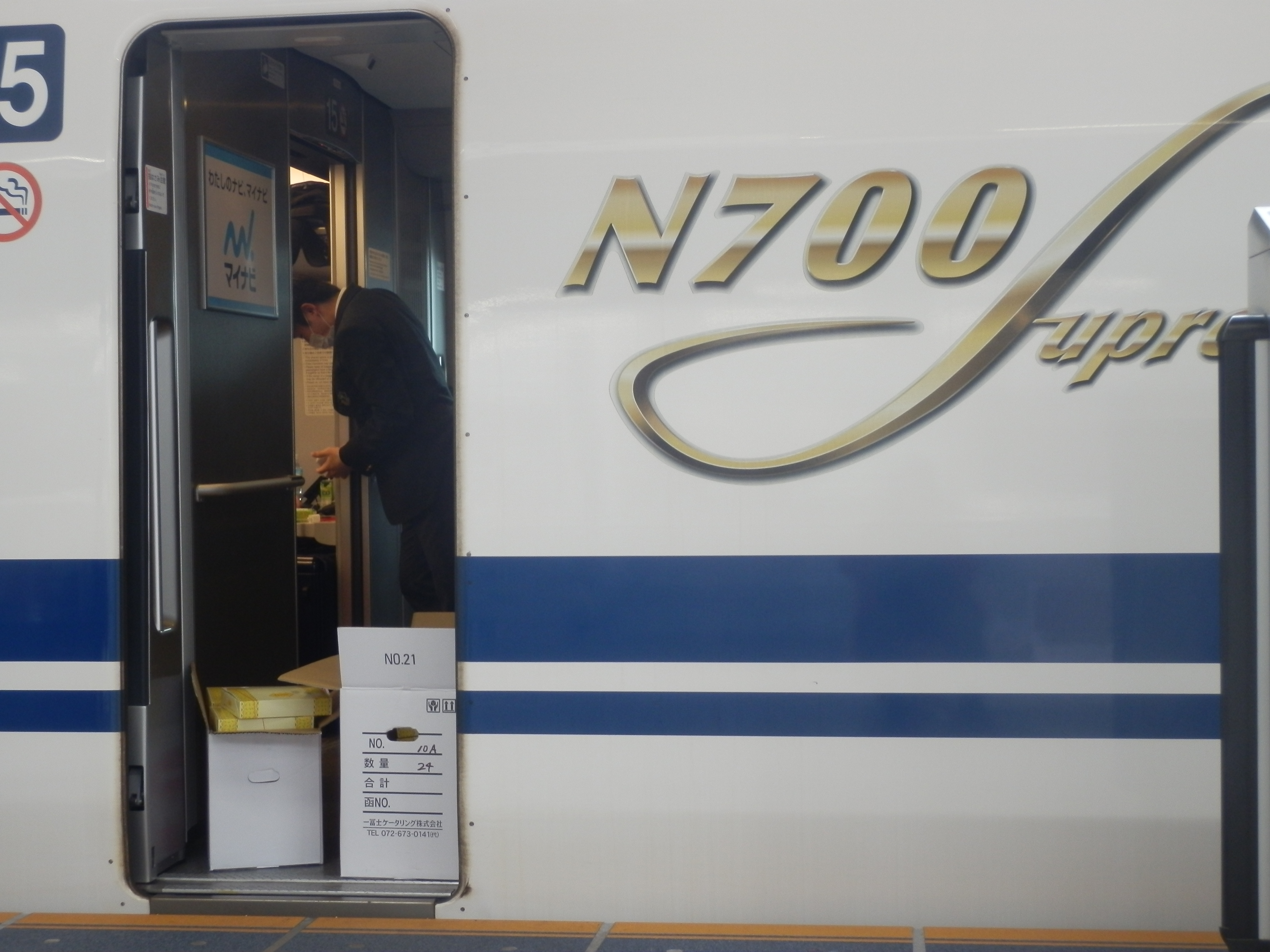
駅弁フェア納入品の新幹線輸送(名古屋駅)

## 事業者の例
- JR貨物グループ傘下
  - 日本フレートライナー （94.0%所有）[14]
  - 全国通運 （50.0%所有）[14]
  - 日本オイルターミナル（58.1%所有[14]
- 日本通運
- 福山通運
- 日本石油輸送

鉄道荷物会社の多くも事業を転換している。